# François-André Danican Philidor
François-André Danican Philidor (født 7. september 1726, død 24. august 1795 [kilde mangler]), (født i Dreux, død i London), var en fransk komponist og skakspiller. Han fik sin første komposition opført som 12-årig. I Paris skrev han en række succesrige syngespil og opera comique bl.a. Tom Jones i 1765, efter Henry Fieldings roman. Han skrev også en seriøs opera, Ernelinde i 1767 og oratoriet Carmen saeculare, uropført i London i 1779.
Philidor huskes i dag mest, fordi han var sin tids bedste skakspiller, og den bog, han skrev om spillet, blev anset for et standardværk for alle skakspillere i mindst et århundrede.

## Familie
Philidor kom fra en familie af musikere ved det franske hof. Familiens efternavn var oprindeligt Danican og var af skotsk oprindelse. En forfader spillede obo (hautboy på fransk) i Versailles, og kong Louis XIII blev så begejstret, at han gav forfaderen navnet "Philidor" efter den tidligere træblæservirtuos Filidori.

## Skakkarriere
Han ansås fra omkring 1740'erne for en uovervindelig mester, som den store italienske spiller Gioacchino Greco før ham. Philidor begyndte at spille regelmæssigt omkring 1740 i Frankrigs skak-Mecca, Café de la Régence i Paris. Frankrigs bedste spiller på dette tidspunkt, Legall de Kermeur, underviste ham i spillet. Til at begynde med kunne Legall give Philidor et tårn forud, men bare tre år efter var Philidor hans ligemand og overgik ham derefter.
Philidor besøgte England i 1747 og slog overlegent den syriske spiller Phillip Stamma i en match med resultatet +8 =1 -1; Philidor lod endda Stamma have hvid i alle spillene og lod ham medregne remis som gevinst.
Philidor forbløffede sin samtid ved den 9. maj 1783 at spille tre partier blindt samtidigt i skakklubben i St. James Street i London. Philidor lod alle tre modstandere spille hvid og gav den tredje af modstanderne en bonde forud. At spille blindt, dvs. blindskak, vil sige at spille uden at se skakbrættet, idet modstandernes og egne træk kommunikeres verbalt i en aftalt notation. Man lod resultatet bekræfte skriftligt af vidner, fordi de involverede mente, at en sådan præstation ellers ikke ville blive troet af eftertiden, men i vore dage anser skakmestre nu tre samtidige spil for at være en ret banal opgave. Selv på sine ældre dage, som 67-årig i 1793, spillede han simultant to partier blindt i London og vandt begge.
Matematikeren og skakspilleren George Atwood nedskrev en række af Philidors partier og bevarede dem derved for eftertiden. Partierne blev offentliggjort efter Atwoods død af George Walker  i London i 1835.
I 1749 udgav Philidor sin berømte bog Analyse du jeu des Échecs (Analyse af skakspillet). Den betød et sådant fremskridt i skakviden, at den i 1871 var udkommet i 70 udgaver og var oversat til engelsk, tysk og italiensk. I bogen analyserede han ni forskellige åbninger, hvoraf de fleste er udvalgt med henblik på at etablere og styrke et stærkt, defensivt centrum ved hjælp af bønderne. Han er den første til at indse bondens nye rolle i skakspillet, og hans berømteste udtalelse var: "Bonden er skakspillets sjæl". Det blev sagt, at grunden til Philidors vægten af bønderne skulle søges i den politiske baggrund i Frankrig i det 18. århundrede, og at han betragtede bønderne som tredjestand på skakbrættet, som almindelige borgere var tredjestand før den franske revolution i 1789. Han foretog også analyser af visse stillinger i slutspillet tårn og løber mod tårn, som stadig anses for gældende teori i vore dage. Han er endvidere berømt for at påvise en vigtig fremgangsmåde for opnåelse af remis i slutspillet tårn mod tårn + bonde i en stilling, der er kendt som Philidors stilling. Åbningen Philidors forsvar (1. e4 e5 2. Sf3 d6) er opkaldt efter ham.

## Musikalsk karriere
Tekst mangler, hjælp os med at skrive teksten